# Hyacinthe Thiandoum

Kardinalswappen

Hyacinthe Kardinal Thiandoum (* 2. Februar 1921 in Poponguine, Senegal; † 18. Mai 2004 in Aix-en-Provence, Frankreich) war Erzbischof von Dakar.

## Leben
Hyacinthe Thiandoum, dessen Vater Katechet war, trat in das Priesterseminar von Dakar ein und empfing am 18. April 1949 durch Erzbischof Marcel Lefebvre, den apostolischen Gesandten für die französischsprachigen Gebiete Afrikas, die Priesterweihe. Zwei Jahre später begann er ein Studium der Theologie in Rom und kehrte 1953 zurück. Thiandoum arbeitete 1960 als Priester der Kathedrale in Dakar, ein Jahr später als Generalvikar.
Hyacinthe Thiandoum wurde 1962 zum Erzbischof von Dakar ernannt, als Nachfolger für Erzbischof Marcel Lefebvre. Die Bischofsweihe spendete ihm am 20. Mai 1962 der damalige Internuntius für den Senegal und spätere Erzbischof von Reims, Émile André Jean-Marie Maury; Mitkonsekratoren waren Bernardin Gantin, Erzbischof von Cotonou, und Prosper Dodds, Bischof von Ziguinchor.
Erzbischof Thiandoum nahm an allen vier Sitzungsperioden des Zweiten Vatikanischen Konzils teil. Dabei nahm er unter anderem Stellung zum Schema über die Liturgie, aus dem die Konstitution Sacrosanctum Concilium entstand.
Papst Paul VI. ernannte ihn am 24. Mai 1976 zum Kardinal mit der Titelkirche Santa Maria del Popolo. Er nahm am Konklave vom August 1978 teil, das Papst Johannes Paul I. wählte, und ebenfalls am Konklave vom Oktober 1978, bei dem Papst Johannes Paul II. erwählt wurde.
Bis 1987 war er Präsident der Bischofskonferenz von Senegal und Mauretanien, dazu gewähltes Mitglied der Weltbischofskonferenz. Thiandoum war bekannt für zahlreiche interreligiöse Kontakte, u. a. zu Muslimen seines Landes, wie etwa Thierno Saïdou Nourou Tall.
Thiandoum trat am 16. Juni 2000 als Erzbischof von Dakar zurück und starb am 18. Mai 2004.